# Blue’s Clues – Blau und schlau
Blue’s Clues – Blau und schlau (Blue’s Clues) ist eine US-amerikanische Fernsehserie für Vorschulkinder, die sowohl Real- als auch Zeichentrickelemente enthält. Sie wurde von 1996 bis 2006 von Nickelodeon produziert. In Deutschland lief sie auf Nick Deutschland und Super RTL.

## Handlung
Protagonisten der Serie sind Steve (gespielt von Steven Burns) und sein Hund Blue. In jeder Folge muss Steve mit Hilfe von drei Hinweisen eine knifflige Aufgabe lösen. Dabei geht es um Fragen wie „Was hat Blue heute gesehen?“ oder „Weswegen ist Blue heute traurig?“. Bei der Lösung der jeweiligen Aufgabe fragt er die Kinder vor den TV-Geräten, aus dem Off sind auch immer Kinderstimmen zu hören die Steve Hinweise geben, je nachdem gefragt oder ungefragt. Zudem erhält er Hilfe von weiteren Bewohnern des Hauses, zum Beispiel dem Wecker Tickety Tack (Tickety), Monsieur Salz und Madame Pfeffer (Mr. Salt and Mrs. Pepper), Schaufel und Eimer (Shovel and Pail), dem Briefkasten (Mailbox) und Blues Freundin Magenta (Magenta). Jede Folge beginnt damit das Blue mit seiner Tatze irgendwo einen blauen Abdruck hinterlässt und damit die heutige Suche einleitet.
2002 verließ Steven Burns die Serie. Seine Nachfolge trat Donovan Patton an, der Steves jüngeren Bruder Joe spielte. In einigen Folgen treten Steve und Joe gemeinsam auf.

## Darsteller
Die deutsche Synchronfassung wurde bei der TV+Synchron Berlin GmbH nach dem Dialogbuch von  Karin Lehmann und unter der Dialogregie von Karin Lehmann und Frank Turba hergestellt. Alle Folgen der Staffeln 1–5 wurden bis zur 100. Folge auf Deutsch synchronisiert.
| Rollenname          | Schauspieler/in / Originalsprecher/in                                        | Deutsche Synchronsprecher/in                             |
| ------------------- | ---------------------------------------------------------------------------- | -------------------------------------------------------- |
| Steve               | Steven Burns                                                                 | Norman Matt (1. Stimme) Julien Haggège (2. Stimme)       |
| Blue                | Traci Paige Johnson                                                          |                                                          |
| Joe                 | Donovan Patton                                                               |                                                          |
| Briefkasten         | Michael Rubin                                                                | Christoph Banken (1. Stimme) Marco Rosenberg (2. Stimme) |
| Schublade           | Aleisha LaNaé Allen                                                          | Jodie Blank                                              |
| Monsieur Salz       | Nick Balaban                                                                 | Bernd Schramm (1. Stimme) Michael Pan (2. Stimme)        |
| Madame Peffer       | Penelope Jewke (1. Staffel) Spencer Kayden                                   | Sabine Arnhold                                           |
| Paprika             | Jenna Marie Castle (als Baby) Corrine Hoffman (als Kleinkind)                |                                                          |
| Zimt                | Annalivia Balaban                                                            | Leona Clasing                                            |
| Schaufel            | Stephen Schmidt (1996–2001) Jonathan Press (2001–2004)                       | Sonja Spuhl                                              |
| Eimer               | Marshall Claffy (1996–2001) Julia Wetherell (2001–2003) Nicole Gibson (2004) | Gerrit Schmidt-Foß                                       |
| Tickety Tock        | Kathryn Avery (1996–2000) Kelly Nigh(2000–2004)                              | Rubina Nath                                              |
| Flutschige Seife    | Cody Ross Pitts (1996–2001) Patrick Van Wagnen (2001–2004)                   | David Turba                                              |
| Billy, das Kätzchen | Cameron Bowen (2000–2001) Kenny Kim (2001–2003) Jansen Panettiere (2004)     | Julia Haacke                                             |
| Magenta             | Koyalee Chanda                                                               |                                                          |
| Felt Friends        |                                                                              | Jamie Lee Blank Marlon Flechtner Lennart Flechtner       |

## Film
- Im Jahr 2000 wurde der Film Blue’s Big Musical auf VHS und DVD veröffentlicht. In dem Film sucht Blue einen Partner für ein Duett, nachdem der Wecker Tickety Tack seine Stimme verloren hat.
- Blue’s Big City Adventure (Blues Abenteuer in der Großstadt, USA 2022). Josh (Joshua Dela Cruz) und sein animiertes blaues Welpenmädchen Blue (Originalstimme: Traci Paige Johnson) reisen nach New York, um für ein großes Broadway-Musical vorzuspielen. Allerdings verlieren sie sich aufgrund eines Missgeschicks im Großstadtdschungel und sind auf die Hilfe neuer und alter Freunde angewiesen, um noch rechtzeitig bei dem Bewerbungstermin aufzukreuzen.

## Auszeichnungen
1998 und 1999 gewann Blue’s Clues den „TCA Award“ in der Kategorie „Outstanding Achievement in Children’s Programming“. 2002 gewann sie den Peabody Award.